# 1712 a tudományban
Az 1712. év a tudományban és a technikában.

## Halálozások
- február 2. – Martin Lister természettudós (* 1638 körül)
- szeptember 14. – Giovanni Domenico Cassini csillagász (* 1625)